# Dyfed-Powys Police

Area di responsabilità sulla mappa della Dyfed-Powys Police

La Dyfed-Powys Police (in gallese: Heddlu Dyfed–Powys) è la forza di polizia territoriale gallese responsabile dell'applicazione della legge nel Carmarthenshire, Ceredigion e Pembrokeshire (che costituiscono l'ex area amministrativa di Dyfed) e l'autorità unitaria di Powys (che copre il Brecknockshire, Radnorshire e Montgomeryshire). Il territorio che copre è la più grande area di polizia in Inghilterra e Galles e la terza più grande nel Regno Unito, dopo la Police Scotland e il Police Service of Northern Ireland. Il quartier generale della forza si trova nella città di Carmarthen.
La forza è stata costituita nel 1968, con la fusione della Carmarthenshire e della Cardiganshire Constabulary, della Pembrokeshire Constabulary e della Mid Wales Constabulary.
La regione di Dyfed-Powys ha oltre 350 miglia di costa e molte comunità rurali remote, ma anche un certo numero di vecchie aree industriali che stanno attualmente subendo cambiamenti e riqualificazioni significative.
Nonostante le dimensioni dell'area, la popolazione è inferiore a 500.000, anche se viene incrementata ogni anno con grandi numeri di turisti. La piccola popolazione si riflette nella dimensione della sua forza lavoro; 1.159 agenti di polizia a tempo pieno, 98 agenti speciali e 140 agenti di supporto della comunità di polizia (PCSO), 38 ufficiali designati e 589 membri del personale di polizia. È l'undicesima forza di polizia più piccola del Regno Unito in termini di numero di agenti di polizia.

## Chief constable
- 1974: J Ronald Jones
- 1975–1986: Richard Thomas[2]
- 1986–1989: David Shattock
- 1989–2000: Ray White[3]
- 2000–2007: Terry Grange[4]
- 2008–2012: Ian Arundale[5]
- 2012: Jackie Roberts (temporaneo)
- 2013–2016: Simon Prince
- 2016 – in carica: Mark Collins